# Mucuna terrens
Mucuna terrens là một loài thực vật có hoa trong họ Đậu. Loài này được H.Lev. miêu tả khoa học đầu tiên.